# أولاد موسى (أولاد اعمر لحلاف)
أولاد موسى هو دُوَّار يقع بجماعة لحلاف مزاب، إقليم سطات، جهة الدار البيضاء سطات في المملكة المغربية. ينتمي الدوّار لمشيخة أولاد اعمر لحلاف التي تضم 3 دواوير. يقدر عدد سكانه بـ 328 نسمة حسب الإحصاء الرسمي للسكان والسكنى لسنة 2004.

## روابط خارجية
- البوابة الوطنية للجماعات الترابية
- المندوبية السامية للتخطيط